# レークプラシッド (小惑星)
レークプラシッド (10379 Lake Placid) は小惑星帯に位置する小惑星。アメリカ合衆国のジョージ・R・ヴィスコム (George R. Viscome) がアメリカのランド天文台で発見した。
発見者の故郷であり、冬季オリンピック大会が2度開催されたニューヨーク州のレークプラシッドから命名された。